# Yeardsley cum Whalley
Yeardsley cum Whalley var en civil parish från 1866 till 1936 då den blev en del av Whaley Bridge och Disley, i grevskapet Cheshire, i England. Denna civil parish var belägen 10 km från Buxton och hade 1 745 invånare år 1931. Yeardsley cum Whaley var ett distrikt från 1894 till 1936 då den blev en del av Whaley Bridge och Disley.